# Josephine Siao

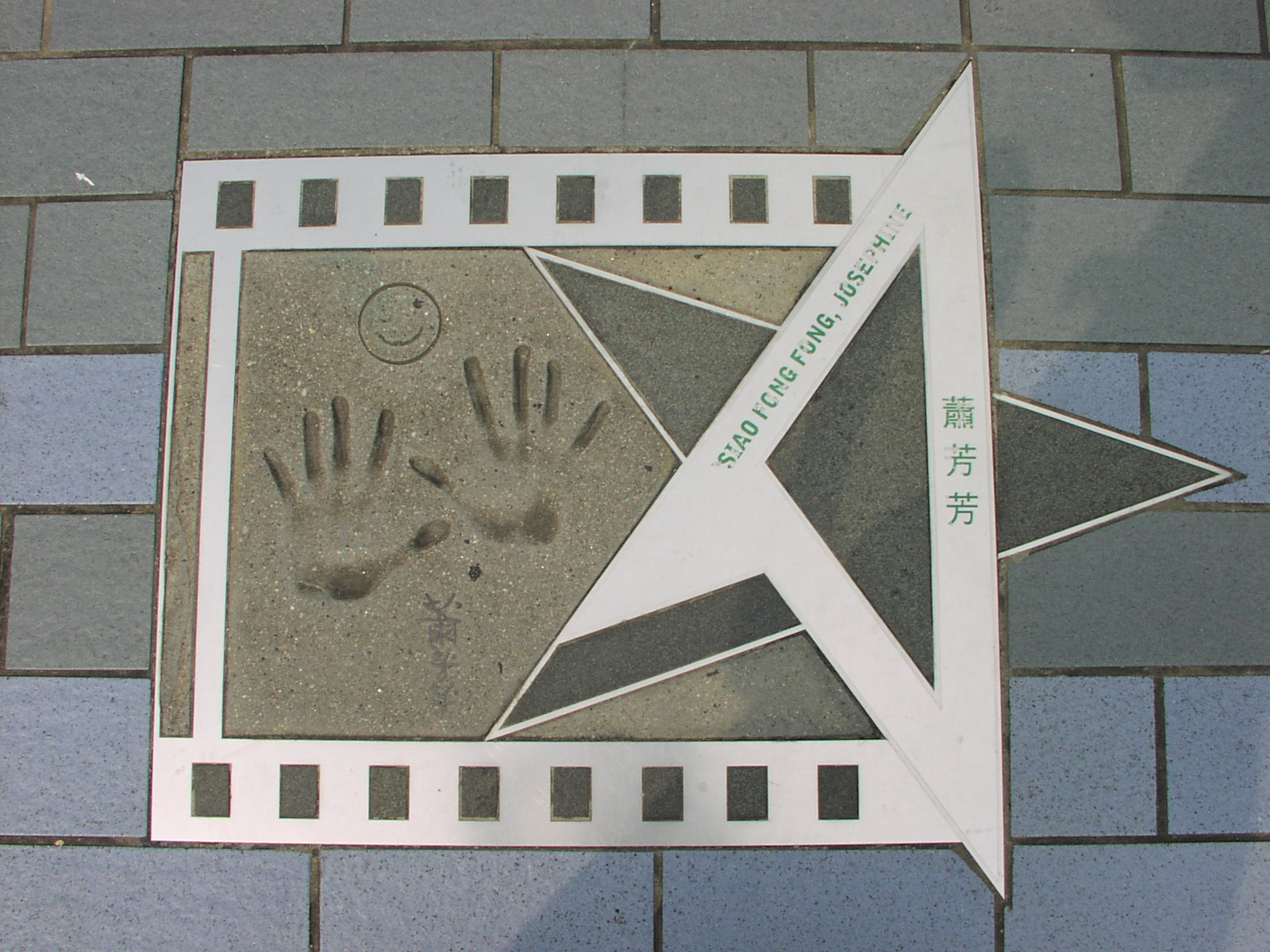
Avenue des Stars à Hong-Kong

Josephine Siao est une actrice hongkongaise née le 13 mars 1947 à Shanghai.

## Filmographie
Ayant commencé à tourner en tant qu'enfant-star, elle a joué dans plus d'une centaine de films au cours d'une longue carrière, essentiellement pour le cinéma en patois cantonais.
- 1974 : Rythm of the Wave
- 1980 : The Spooky Bunch
- 1991 : Fist of Fury 1991
- 1992 : Fist of Fury 1991 2
- 1993 : La Légende de Fong Sai-Yuk

## Récompenses
Elle a reçu de nombreux prix, dont :
- en 1995, un ours d'argent au festival du film de Berlin pour le film Summer Snow d'Ann Hui.
- en 1997, le prix de la meilleure actrice au Festival du film Asie-Pacifique pour le film Hu-Du-Men (ou Stage door) de Shu Kei